# Campeonato Mundial de Lucha de 2006
El LVII Campeonato Mundial de Lucha se celebró en la ciudad china de Cantón entre el 25 de septiembre y el 1 de octubre de 2006 bajo la organización de la Federación Internacional de Luchas Asociadas (FILA) y la Federación China de Lucha.
En el evento tomaron parte 93 delegaciones nacionales. Las competiciones se desarrollaron en el Gimansio Tianhe, con capacidad para 9000 espectadores.

## Calendario
| Día   | Hora*       | Evento                | Tipo                           |
| ----- | ----------- | --------------------- | ------------------------------ |
| 24.09 | 20:00-22:00 | Ceremonia de apertura |                                |
| 25.09 | 16:00-20:00 | 55-60-66 kg           | Grecorromana                   |
| 26.09 | 16:00-20:00 | 74-84-96 kg           | Grecorromana                   |
| 27.09 | 16:00-20:00 | 120 kg 55-60 kg       | Grecorromana Libre masculina   |
| 28.09 | 16:00-20:00 | 66-74-84 kg           | Libre masculina                |
| 29.09 | 16:00-20:00 | 96-120 kg 48 kg       | Libre masculina Libre femenina |
| 30.09 | 16:00-20:00 | 51-55-59 kg           | Libre femenina                 |
| 01.10 | 15:00-19:00 | 63-67-72 kg           | Libre femenina                 |

- (*) - hora local de Cantón (UTC +8)

## Resultados

### Lucha grecorromana masculina
| Evento | Oro                          | Plata                            | Bronce                                                       |
| ------ | ---------------------------- | -------------------------------- | ------------------------------------------------------------ |
| 55 kg  | Hamid Surian Irán            | Rövşən Bayramov Azerbaiyán       | Lindsey Durlacher Estados Unidos Park Eun-Chul Corea del Sur |
| 60 kg  | Joseph Warren Estados Unidos | Davit Bedinadze Georgia          | Bünyamin Emik · Turquía · Viacheslav Dzhaste · Rusia         |
| 66 kg  | Li Yanyan China              | Kanatbek Begaliyev · Kirguistán  | Serguei Kovalenko · Rusia · Justin Lester · Estados Unidos   |
| 74 kg  | Volodymyr Shatskyj · Ucrania | Marko Yli-Hannuksela · Finlandia | Manuchar Kvirkvelia Georgia Mark Madsen Dinamarca            |
| 84 kg  | Mohamed Abdelfatah · Egipto  | Nazmi Avluca Turquía             | Alexei Mishin · Rusia · Saman Tahmasebi · Irán               |
| 96 kg  | Heiki Nabi Estonia           | Marek Švec · República Checa     | Kaloyan Dinchev Bulgaria Hamza Yerlikaya Turquía             |
| 120 kg | Jasan Baroyev · Rusia        | Mijaín López Núñez · Cuba        | Siarhei Artsiujin · Bielorrusia · Ismail Güzel · Turquía     |

### Lucha libre masculina
| Evento | Oro                           | Plata                             | Bronce                                                        |
| ------ | ----------------------------- | --------------------------------- | ------------------------------------------------------------- |
| 55 kg  | Radoslav Velikov Bulgaria     | Besik Kudujov · Rusia             | Namiq Abdullayev Azerbaiyán Samuel Henson Estados Unidos      |
| 60 kg  | Morad Mohamadi Irán           | Michael Zadick Estados Unidos     | Noriyuki Takatsuka · Japón · Mavlet Batirov · Rusia           |
| 66 kg  | William Zadick Estados Unidos | Otar Tushishvili Georgia          | Geandry Garzón Caballero · Cuba · Andri Stadnik · Ucrania     |
| 74 kg  | Ibrahim Aldatov · Ucrania     | Ali Asgar Bazrigaleh Irán         | Soslan Tigiyev Uzbekistán Don Pritzlaff Estados Unidos        |
| 84 kg  | Sazhid Sazhidov · Rusia       | Revaz Mindorashvili Georgia       | Reza Yazdani Irán Zaurbek Soxiyev Uzbekistán                  |
| 96 kg  | Jadzhimurat Gatsalov · Rusia  | Guiorgui Gogshelidze Georgia      | Michel Batista Martínez · Cuba · Ruslan Sheijau · Bielorrusia |
| 120 kg | Artur Taymazov Uzbekistán     | Kuramagomed Kuramagomedov · Rusia | Fardin Masumi Irán Ruslan Basiyev Armenia                     |

### Lucha libre femenina
| Evento | Oro                     | Plata                         | Bronce                                                          |
| ------ | ----------------------- | ----------------------------- | --------------------------------------------------------------- |
| 48 kg  | Chiharu Icho Japón      | Ren Xuecheng China            | Iwona Matkowska · Polonia · Francine De Paola · Italia          |
| 51 kg  | Hitomi Sakamoto Japón   | Lyndsay Belisle · Canadá      | Patricia Miranda · Estados Unidos · Aliona Adashinskaya · Rusia |
| 55 kg  | Saori Yoshida Japón     | Mariya Yahorava · Bielorrusia | Minerva Montero Pérez · España · Ida-Theres Karlsson · Suecia   |
| 59 kg  | Ayako Shoda Japón       | Su Lihui China                | Alka Tomar · India · Natalia Synyshyn · Ucrania                 |
| 63 kg  | Kaori Icho Japón        | Xu Haiyan China               | Monika Michalik · Polonia · Helena Allandi · Suecia             |
| 67 kg  | Jing Ruixue China       | Martine Dugrenier · Canadá    | Maria Müller · Alemania · Eri Sakamoto · Japón                  |
| 72 kg  | Stanka Zlateva Bulgaria | Kyoko Hamaguchi Japón         | Yelena Perepiolkina · Rusia · Kristie Marano · Estados Unidos   |

## Medallero
| Núm. | País            | Oro | Plata | Bronce | Total |
| ---- | --------------- | --- | ----- | ------ | ----- |
| 1    | Japón           | 5   | 1     | 2      | 8     |
| 2    | Rusia           | 3   | 2     | 6      | 11    |
| 3    | China           | 2   | 3     | 0      | 5     |
| 4    | Estados Unidos  | 2   | 1     | 6      | 9     |
| 5    | Irán            | 2   | 1     | 3      | 6     |
| 6    | Ucrania         | 2   | 0     | 2      | 4     |
| 7    | Bulgaria        | 2   | 0     | 1      | 3     |
| 8    | Uzbekistán      | 1   | 0     | 2      | 3     |
| 9    | Egipto          | 1   | 0     | 0      | 1     |
| 9    | Estonia         | 1   | 0     | 0      | 1     |
| 11   | Georgia         | 0   | 4     | 1      | 5     |
| 12   | Canadá          | 0   | 2     | 0      | 2     |
| 13   | Turquía         | 0   | 1     | 3      | 4     |
| 14   | Bielorrusia     | 0   | 1     | 2      | 3     |
| 14   | Cuba            | 0   | 1     | 2      | 3     |
| 16   | Azerbaiyán      | 0   | 1     | 1      | 2     |
| 17   | Finlandia       | 0   | 1     | 0      | 1     |
| 17   | Kirguistán      | 0   | 1     | 0      | 1     |
| 17   | República Checa | 0   | 1     | 0      | 1     |
| 20   | Polonia         | 0   | 0     | 2      | 2     |
| 20   | Suecia          | 0   | 0     | 2      | 2     |
| 22   | Alemania        | 0   | 0     | 1      | 1     |
| 22   | Armenia         | 0   | 0     | 1      | 1     |
| 22   | Corea del Sur   | 0   | 0     | 1      | 1     |
| 22   | Dinamarca       | 0   | 0     | 1      | 1     |
| 22   | España          | 0   | 0     | 1      | 1     |
| 22   | India           | 0   | 0     | 1      | 1     |
| 22   | Italia          | 0   | 0     | 1      | 1     |
|      | TOTAL           | 21  | 21    | 42     | 84    |